# Serie A 1986/1987
Serie A i fotboll 1986/1987 vanns av SSC Napoli som därmed vann "hemmadubbeln", och vann sin första titel samt Coppa Italia, med bland andra Diego Maradona i laget.
Juventus FC, FC Internazionale Milano, Hellas Verona FC och AC Milan kvalificerade sig alla för UEFA-cupen 1987/1988, medan Brescia Calcio, Atalanta BC och Udinese Calcio alla flyttades ner till Serie B.
Atalanta BC, som flyttades ner till Serie B, kvalificerade sig även för spel i 1987/1988 som tvåa i Coppa Italia 1986/1987.
| Vinnare av Serie A 1986/1987 |
| ---------------------------- |
| SSC Napoli Första titeln     |
|                              |

## Slutställning
| P   | Lag                      | Spelade | Vinst | Oavgjort | Förlust | Gjorda mål | Insläppta mål | Målskillnad | Poäng | Notering                         |
| --- | ------------------------ | ------- | ----- | -------- | ------- | ---------- | ------------- | ----------- | ----- | -------------------------------- |
| 1.  | SSC Napoli (C)           | 30      | 15    | 12       | 3       | 41         | 21            | +20         | 42    | Till Europacupen                 |
| 2.  | Juventus FC              | 30      | 14    | 11       | 5       | 42         | 27            | +15         | 39    | Till UEFA-cupen                  |
| 3.  | FC Internazionale Milano | 30      | 15    | 8        | 7       | 32         | 17            | +15         | 38    | Till UEFA-cupen                  |
| 4.  | Hellas Verona FC         | 30      | 12    | 12       | 6       | 36         | 25            | +11         | 36    | Till UEFA-cupen                  |
| 5.  | AC Milan                 | 30      | 13    | 9        | 8       | 31         | 21            | +10         | 35    | Kval till UEFA-cupen             |
| 6.  | UC Sampdoria             | 30      | 13    | 9        | 8       | 37         | 21            | +16         | 35    | Kval till UEFA-cupen             |
| 7.  | AS Roma                  | 30      | 12    | 9        | 9       | 37         | 31            | +6          | 33    |                                  |
| 8.  | US Avellino              | 30      | 9     | 12       | 9       | 31         | 38            | -7          | 30    |                                  |
| 9.  | Como 1907                | 30      | 5     | 16       | 9       | 16         | 20            | -4          | 26    |                                  |
| 10. | ACF Fiorentina           | 30      | 8     | 10       | 12      | 30         | 35            | -5          | 26    |                                  |
| 11. | Torino FC                | 30      | 8     | 10       | 12      | 26         | 32            | -6          | 26    |                                  |
| 12. | Ascoli Calcio 1898 FC    | 30      | 7     | 10       | 13      | 18         | 33            | -15         | 24    |                                  |
| 13. | Empoli FC                | 30      | 8     | 7        | 15      | 13         | 33            | -20         | 23    |                                  |
| 14. | Brescia Calcio           | 30      | 7     | 8        | 15      | 25         | 35            | -10         | 22    | Till Serie B                     |
| 15. | Atalanta BC              | 30      | 7     | 7        | 16      | 22         | 32            | -10         | 21    | Till Cupvinnarcupen Till Serie B |
| 16. | Udinese Calcio           | 30      | 6     | 12       | 12      | 25         | 41            | -16         | 15    | Till Serie B                     |

## Kval till Uefacupen
Match i Turin, 23 maj 1987
| Lag 1    | Resultat | Lag 2     |
| AC Milan | 1–0      | Sampdoria |

AC Milan kvalificerade sig för Uefacupen 1987/1988.